# Tom Smith (rugby à XV, 1971)
Pour les articles homonymes, voir Tom Smith et Smith.
Pas d'image ? Cliquez ici

a Compétitions nationales et continentales officielles uniquement.

b Matchs officiels uniquement.
Dernière mise à jour le 6 avril 2022.
Thomas James Smith dit Tom Smith, né le 31 octobre 1971 à Londres (Royaume-Uni) et mort le 6 avril 2022 à Libourne, est un joueur et entraîneur de rugby à XV écossais, évoluant au poste de pilier gauche  pour l'équipe anglaise de Northampton Saints et l'équipe nationale d'Écosse. Il a aussi joué  pour le CA Brive. Il fut un joueur majeur de l'équipe d'Écosse mais aussi des Lions Britanniques avec qui il a fait deux tournées. Il est à ce jour le dernier Écossais à avoir commencé un test avec les Lions. C'était en Australie en 2001.

## Biographie

### Joueur
Tom Smith obtient sa première sélection le 1er février 1997 contre l'équipe nationale d'Angleterre.

### Entraîneur
À partir de la saison 2012-2013, il est nommé entraîneur du Lyon olympique universitaire, chargé des avants, aux côtés de Xavier Sadourny.

## Palmarès
- Vainqueur du tournoi des cinq nations en 1999

## Statistiques

### En équipe nationale
- 61 sélections
- 30 points (6 essais)
- Sélections par années : 3 en 1997, 1 en 1998, 10 en 1999, 10 en 2000, 8 en 2001, 8 en 2002, 11 en 2003, 5 en 2004, 5 en 2005
- Tournois des cinq/six nations disputés : Tournoi des cinq nations 1997, 1999, Tournoi des six nations 2000, 2001, 2002, 2003, 2004, 2005
- Participation à deux coupes du monde : 1999 et 2003.

### Avec les Lions britanniques
- 6 sélections
- sélections par année : 3 en 1997, 3 en 2001